# 電子制動力分配系統
電子制動力分配系統（縮寫：EBD）是一種汽車電子輔助控制系統。

## 工作原理
一般當車輛行駛至狀況較為複雜的路面而作出制動時，因四輪抓地力不同而容易導致車輛失控打滑或傾側的現象。而電子制動力分配系統能利用處理器實時偵測輪胎抓地力狀況，適當調整前後輪制動力度，當某個輪胎抓地力下降，則自動按照狀況對該輪胎施以不同力度的制動力，使其重新恢復抓地力。
一般電子制動力分配系統只作為防鎖死制动系统的輔助功能，一般只有在車輛後部負重較大時功效才比較明顯，有效減少光滑路面的煞車距離。